# Municipio de Dimovo
El municipio de Dimovo (búlgaro: Община Димово) es un municipio búlgaro perteneciente a la provincia de Vidin.
En 2011 tiene 6514 habitantes, el 86% búlgaros y el 13% gitanos. La capital municipal es Dimovo, pero Archar es la localidad más poblada.
Se ubica en el sureste de la provincia y es fronterizo con Rumania.

## Localidades
| Localidad      | Cirílico      | Población (diciembre de 2009) |
| -------------- | ------------- | ----------------------------- |
| Dimovo         | Димово        | 1211                          |
| Archar         | Арчар         | 2603                          |
| Bela           | Бела          | 120                           |
| Dalgo Pole     | Дълго поле    | 27                            |
| Darzhanitsa    | Държаница     | 107                           |
| Gara Oreshets  | Гара Орешец   | 819                           |
| Izvor          | Извор         | 311                           |
| Karbintsi      | Карбинци      | 241                           |
| Kladorub       | Кладоруб      | 44                            |
| Kostichovtsi   | Костичовци    | 114                           |
| Lagoshevtsi    | Лагошевци     | 89                            |
| Mali Drenovets | Мали Дреновец | 83                            |
| Medovnitsa     | Медовница     | 327                           |
| Oreshets       | Орешец        | 15                            |
| Ostrokaptsi    | Острокапци    | 98                            |
| Septemvriytsi  | Септемврийци  | 251                           |
| Skomlya        | Скомля        | 43                            |
| Shipot         | Шипот         | 76                            |
| Vladichentsi   | Владиченци    | 80                            |
| Vodnyantsi     | Воднянци      | 279                           |
| Varbovchets    | Върбовчец     | 94                            |
| Yanyovets      | Яньовец       | 33                            |
| Yarlovitsa     | Ярловица      | 110                           |
| Total          |               | 7175                          |